# 日開野町 (阿南市)
日開野町（ひがいのちょう）は、徳島県阿南市の町名。2014年3月31日現在の人口は1,776人、世帯数は681世帯。郵便番号は〒774-0013。

## 地理
阿南市の北東部に位置し、北は領家町、南は才見町、西は富岡町に接する。

### 山岳
- 王子山

### 河川
- 打樋川

### 小字
- 居内
- 王子山
- 北浦
- 九反ケ坪
- 島原
- 竹ノハナ
- 立石
- 谷田
- 筒路
- 中居内
- 西居内
- 南居内
- 宮原

## 歴史
江戸期から町村制の施行された1889年（明治22年）にかけては那東郡及び那賀郡の村であった。
1889年（明治22年）に同郡富岡村の大字となった。1905年（明治38年）より富岡町の大字となる。1958年（昭和33年）に阿南市が誕生し、現在の町名となる。

## 施設
- 徳島県南メディアネットワーク
- 王子農村公園
- 皇子神社
- 正玄寺

## 交通

### 道路
国道
- 国道55号（阿南道路）

### 路線バス
徳島バス
- 日開野